# 皇甫遐
皇甫遐，字永覽，北周河東汾陰（今山西省万荣县西南）人。
其家累世寒微，鄉里稱道他家庭和睦。皇甫遐性情純真，年少喪父，事奉母亲有孝名。保定末年，母亲去世，于是结廬於墓側，負土為墳。後在墓南营造一禪窟，陰雨天就穿窟，天晴就營墓，早晚勤力，未嘗暫停。经年累月，墳高數丈，周长五十餘步。禪窟重臺兩匝，共有十有二室，中間行道，可容纳百人。皇甫遐吃粥枕土塊，櫛風沐雨，形容枯槁，以至于家人都不认識他。建墓开始的时候，有鴟烏各一只，徘徊悲鳴，不離墓側，好像相助皇甫遐，經月餘日才离去。遠近之人听说他为人至孝，都来送给他米麵。皇甫遐接受但不吃，全部礼佛供齋。郡縣上表汇报他的事迹，周武帝下詔旌異。